# Петрашкевич, Александр Леонович
Александр (Алесь) Леонович (Леонтьевич) Петрашкевич (бел. Алесь Петрашкевіч; 1 мая 1930, д. Переволочня, Толочинский район, Витебская область, Белорусская ССР — 23 августа 2012, Минск) — белорусский и советский драматург, прозаик, публицист, сценарист, педагог, первый ректор Минского института культуры (1975—1976). Кандидат исторических наук (1967). Заслуженный работник культуры Белорусской ССР (1975), лауреат Государственной премии БССР (1976). Член Союза писателей СССР (1974).

## Биография
Из крестьян. В 1955 году окончил юридический факультет Белорусского государственного университета. С 1954 года на комсомольской работе, сотрудник ЦК ЛКСМ Белоруссии. C 1961 года переведен в ЦК Компартии Белоруссии: работал инструктором, заведующим сектором (1963—1967), руководил отделом культуры (1976—1979). В 1975—1976 годах — ректор Минского института культуры.
Один из инициаторов создания «Белорусской советской энциклопедии». В 1967—1975 и 1979—1991 годах был ответственным секретарём, заместителем главного редактора издательства «Белорусская советская энциклопедия». Профессионально занимался историей. В 1991—1998 годах — руководитель центра по изданию историко-документальных хроник «Память» («Памяць»).
Похоронен на Чижовском кладбище Минска.

## Творчество
Дебютировал в 1954 году.
Автор рассказов, фельетонов, очерков. Работал в разных жанрах драматургии. Писал сценарии художественных документальных («Уздоўж і ўпоперак Дняпра» (1990), «Гетман найвышэйшы» (1992)) и научно-популярных фильмов («Францыск, сын Скарынін»).
Значительное место в творчестве драматурга занимала историческая тематика.
Писательница, литературовед и критик Лидия Савик писала о нём:

Удивляет и ширина, и глубина знаний и взглядов этого необычного, уникального человека. Считаю, что это один из самых талантливых белорусских писателей, особенно в области драматургии. Он отличный энциклопедист: знал столько, что даже трудно было представить, что в одном человеке может помещаться столько дат, событий и историй. Он был одним из основателей Белорусского энциклопедии, вместе с Бровкой они её основывали, строили здание, которое сейчас отобрали. Если вспоминаешь Белорусский энциклопедию, то это Алесь Петрашкевич. Он также отличный публицист, автор многочисленных публикаций, которые печатались в различных изданиях. Даже сейчас помню: «Народе, мой народ». Обращался к нашей многострадальной истории и к нам сегодняшних. Но наибольший след он оставил в белорусском драматургии. Ни один белорусский писатель не сотворил историю Беларуси в драмах и трагедиях. — Венок памяти. Алесь Петрашкевич

## Избранные произведения
- «Трывога» (1974)
- «Напісанае застаецца» (пьеса, 1978, поставлена Белорусским театром имени Янки Купалы в 1979 г.)
- «Воскресная ночь» (киносценарий, 1976)
- Время выбрало нас (сценарий телесериала, экранизирован в 1976—1978)
- «Злавеснае рэха» (1984),
- «Куды ноч, туды сон» («Ка-та-стро-фа», 1987, поставлена в 1988)
- «Кары егіпецкія» (1966)
- «Адкуль грэх?» (1970, поставлена Белорусским театром имени Янки Купалы в 1969)
- «Злыдзень» (1979, поставлена Могилёвский областной театр драмы и комедии в 1973)
- «Укралі кодэкс» (1976)
- «Соль» (1981)
- «Русь Кіеўская» («Гора і слава», 1983, поставлена в 1982),
- «Змова» (1986, поставлена в 1983)
- «У спадчыну — жыццё» (1986, поставлена Белорусским ТЮЗом в 1985)
- «Мой друг, Вялікі Чалавек» (поставлена в 1986),
- «Мост упоперак ракі» (1986)
- «Прарок для Айчыны» (телеспектакль, 1990)
- «Дзівак чалавек» (1996)
- «Інтэлігент» (1999)
- «Меч Рагвалода»
- «Воля на крыжы»
- «Прагноз на пасьлязаўтра» (2000)
- «Приласкать и уничтожить!»
- «На Дзяржавай ― знак Пагоні»
- «Крыжовы шлях на Грунвальд»
- «Расплата за здраду»
- «Каралеўска-царская пастка»
- «Рупнасць дзяржаўцы»
- «Змушаная авантура»
- «Час усё адкрые»
- «Сьмерць або Перамога»
- «Жазлом жалезным»
- «Рыцар Свабоды»
- «Апошні збройны чын»
- «Белорусский вопрос?»
- «Наканавана быць Прарокам»
- «Дагарэла свечачка…» (поставлена в 1997)
- Дилогия: «Супрацьборства» и «Вынішчэньне».
- «Комсомол Белоруссии — активный помощник Коммунистической партии в мобилизации молодежи на выполнение семилетнего плана развития народного хозяйства» (1959—1965 гг.): автореферат диссертации.

Автор либретто к опере «Новая зямля» по одноимённому роману Якуба Коласа (поставлена Государственным театром оперы и балета БССР в 1982).
В 2008 году вышла его книга воспоминаний «Крыніцы і каламуць».